# Hachim bey Vazirov
Hachim bey Miriman oglu Vazirov (en azeri : Haşım bəy Vəzirov ; né en 1868 à Choucha et mort en 1916 à Choucha) est un journaliste, écrivain et éditeur azerbaïdjanais.

## Biographie
Hashim bey Vazirov fait ses études primaires à Choucha. Après avoir obtenu son diplôme de l'École des professeurs (Müəllimlər Seminariyası)[Quoi ?] d'Irevan, il travaille comme enseignant à Erevan, Barda, Chéki et Choucha. Dans les années 1890, étant enseignant dans une école réelle[Quoi ?] à Choucha, H. Vazirov participe à l'organisation de spectacles avec d'autres enseignants. En 1895, ils mettent en scène la pièce de théâtre Se marier – ne pas étancher la soif de H. Vazirov. Au cours de ces années, Vazirov traduit Othello de Shakespeare en azerbaïdjanais. Vazirov joue le rôle d'Othello dans un spectacle mis en scène à Choucha, en 1904. Hachimbey Vazirov écrit des pièces telles que L'éducation scolaire, Se marier - ne pas étancher la soif.

## Œuvre
Il écrit des articles consacrés à l'éducation, à la science, aux questions socio-politiques. Il travaille comme rédacteur en chef du journal Irchad à différentes époques, publie le journal Teze hayat, édite des journaux tels que Ittifag, Seda, Sadayi-hagg et Sadayi-Gafgaz.

## Publication
Mes souvenirs de l'école